# Union Village (Couva-Tabaquite-Talparo)
Union Village es una villa de Trinidad y Tobago, que forma parte de la región de Couva-Tabaquite-Talparo.

## Geografía
La villa abarca parte de la isla Trinidad y limita al norte con Sum Sum Hill y Cedar Hill al sur con St. Margaret y Macaulay, al este con Macaulay y al oeste con Claxton Bay y St. Margaret.

## Demografía
Datos demográficos de la villa de Union Village:
| Gráfica de evolución demográfica de Union Village entre 2000 y 2011 |
|                                                                     |